# Assassinat d'Abbas Rezai
L'assassinat d'Abbas Rezai va ser un crim d'honor que va tenir lloc el 16 de novembre del 2005 a la localitat sueca de Högsby. La víctima, un noi de 20 anys, va ser torturada fins a la mort a l'apartament de la família de la seva presumpta xicota afganesa. Es pensa que el mòbil de la matança és precisament la relació amorosa que hi mantenia la noia, que aleshores tenia 16 anys.
Al jutjat del Comtat de Kalmar, el 27 d'abril del 2006, el germà de 18 anys de la xicota d'Abbas Rezai va ser condemnat a quatre anys de presó per l'assassinat després d'assumir-ne la responsabilitat total. Els pares de la xicota, també acusats, van ser absolts dels càrrecs pels quals havien estat imputats. El tribunal va constatar que el motiu de l'honor en aquest cas no estava prou fonamentat.
El maig del 2011, es va reobrir el cas amb els pares de la xicota d'Abbas Rezai com a principals sospitosos perquè el germà encarcerat va canviar la declaració. Així doncs, el 5 de juny del 2011, el Tribunal d'Apel·lació de Göta va condemnar els pares a deu anys de presó cadascun i a deportació per haver assassinat la filla. El germà, però, no va ser deportat.